# Cameron Howieson
Cameron Drew Neru Howieson (Blenheim, 22 dicembre 1994) è un calciatore neozelandese, centrocampista dell'Auckland FC.

## Carriera

### Nazionale
Nel 2013 partecipa al OFC Under-20 Championship 2013 con la Nazionale di calcio della Nuova Zelanda vincendolo.

## Palmarès

### Club

#### Competizioni nazionali
- Football League One: 1

Doncaster: 2012-2013
- Campionato neozelandese: 4

Team Wellington: 2016-2017
Auckland City: 2017-2018, 2019-2020, 2022
- Premier's Plate: 1

Auckland FC: 2024-2025

#### Competizioni internazionali
- OFC Champions League: 4

Auckland City: 2017, 2022, 2023, 2024

### Nazionale
- Coppa d'Oceania: 1

Figi/Vanuatu 2024